# Euchromadora vulgaris
Euchromadora vulgaris är en rundmaskart som först beskrevs av Bastian 1865.  Euchromadora vulgaris ingår i släktet Euchromadora och familjen Chromadoridae. Arten är reproducerande i Sverige. Inga underarter finns listade i Catalogue of Life.